# St. Vincent (Minnesota)
St. Vincent è un comune degli Stati Uniti d'America, situato nello Stato del Minnesota, nella Contea di Kittson.